# Государственный строй Молдовы
Молдова в настоящее время является парламентской республикой.
Государственный строй определяется конституцией, принятой парламентом 29 июля 1994 года и дополненной 19 июля 1996 и 5 июля 2000 года. По конституции Молдова — демократическое правовое государство, в котором достоинство человека, его права и свободы, свободное развитие человеческой личности, справедливость и политический плюрализм являются высшими ценностями и гарантируются законом.
Конституционные положения о правах и свободах человека в Молдове толкуются и применяются в соответствии со Всеобщей декларацией прав человека, пактами и другими договорами, одной из сторон которых является Молдова. При наличии несоответствий между пактами и договорами об основных правах человека, одной из сторон которых является Республика Молдова, и внутренними законами приоритет имеют международные нормы.
Демократия в Молдове, согласно конституции, осуществляется в условиях политического плюрализма, несовместимого с диктатурой и тоталитаризмом. Никакая идеология не может устанавливаться в качестве официальной государственной идеологии.
В Молдове законодательная, исполнительная и судебная власти разделены и взаимодействуют при осуществлении своих прерогатив в соответствии с положениями Конституции.
Конституция Молдовы является высшим законом. Ни один закон или иной правовой акт, противоречащие положениям Конституции, не имеют юридической силы.
Республика Молдова обязуется соблюдать Устав Организации Объединенных Наций и договоры, одной из сторон которых она является, строить свои отношения с другими государствами на общепризнанных принципах и нормах международного права. Вступлению в силу международного договора, содержащего положения противоречащие Конституции, должен предшествовать пересмотр Конституции.
Собственность в Молдове может быть публичной и частной. Она состоит из материальных и интеллектуальных ценностей. Собственность не может быть использована в ущерб правам, свободам и достоинству человека. Рынок, свободная экономическая инициатива, добросовестная конкуренция являются основополагающими факторами экономики.
Молдова провозглашает свой постоянный нейтралитет и не допускает размещения на своей территории вооружённых сил других государств.
Государственным языком Молдовы является молдавский язык, что прописано конституцией в 13 статье, функционирующий на основе латинской графики, но Парламент Молдовы 16-03-2023 принял закон № 52 в котором:
слова «молдавский язык» заменить словами «румынский язык» в соответствующем падеже;
слова «государственный язык», «официальный язык» и «родной язык», если имеется в виду государственный язык Республики Молдова, заменить словами «румынский язык» в соответствующем падеже.
Государство признает и охраняет право на сохранение, развитие и функционирование других языков, используемых на территории страны. Государство содействует изучению языков международного общения. Порядок функционирования языков на территории Молдавии устанавливается органическим законом.
Столицей Молдовы является город Кишинёв.